# L-3 Communications
A L-3 Communications, Inc. é uma empresa de defesa americana, baseada em Manhattan, Nova Iorque, NY, que fabrica equipamentos de "Controle e Comando", comunicações, inteligência, monitoramento, sistemas de reconhecimento e aviônica, além de instrumentação e produtos oceânicos e aeroespaciais.
A empresa possui 63.000 funcionários e um faturamento superior a 15 bilhões de dólares. Seus principais clientes são o Departamento de Defesa dos Estados Unidos, a CIA, a NASA e diversas empresas de telecomunicação e forças armadas internacionais.

## História
L-3 (nomeado para Frank Lanza, Robert LaPenta e Lehman Brothers) foi formada em 1997 para adquirir certas unidades de negócios da Lockheed Martin. Estas unidades tinham pertencido a Lockheed Corporation e Martin Marietta, que se fundiu no ano anterior.
L-3 continuou a se expandir por meio de fusões e aquisições para se tornar um dos dez melhores fornecedores do governo dos EUA.

## Suspensão do contrato federal
Em 2010, foi anunciado que os Programas de Apoio Divisão Especial de L3 havia sido suspenso pela Força Aérea dos Estados Unidos de fazer qualquer contrato de trabalho para o governo federal dos EUA. A investigação do Departamento de Defesa dos EUA tinha supostamente descobriu que a empresa tinha ", usou uma rede de computadores do governo altamente sensível para coletar informações de negócios competitivo para seu próprio uso." A investigação criminal federal dos EUA terminou a suspensão temporária em 27 de julho de 2010.

## Link Externo
- Site Corporativo